# Арда Кардешлер
Арда Кардешлер (3 січня 1988, Бурса) — турецький футбольний арбітр. Він судить матчі у Суперлізі з 2016 року. Арбітр ФІФА та УЄФА з 2019 року.

## Суддівська кар'єра
23 квітня 2016 року Кардеслер судив свій перший матч у чемпіонаті Туреччини. У матчі «Османлиспор» — «Антальяспор» (3–0 на користь господарів) арбітр двічі показав жовту картку.
У єврокубках він дебютував 27 серпня 2020 року під час матчу між Кукесі та Софійською Славією в рамках першого кваліфікаційного раунду Ліги Європи УЄФА. Матч закінчився з рахунком 2–1, і Кардешлер чотири рази показував жовту картку.
Свій перший міжнародний матч на рівні збірних провів 11 червня 2021 року, коли Гамбія програла Косово з рахунком 0–1 через гол Арбера Ходжі. У цьому матчі Кардешлер показав лише жовту картку косоварові Флоріану Лошаю.

## Особисте життя
Арда Кардешлер закінчив факультет машинобудування університету Улудаг.
Арда Кардешлер — син колишнього воротаря національної збірної «Бурсаспора» Есера Кардешлера та брат воротаря Ерче Кардешлера.